# 鳥取県道160号福頼市山伯耆大山停車場線
鳥取県道160号福頼市山伯耆大山停車場線（とっとりけんどう160ごう ふくよりいちやまほうきだいせんていしゃじょうせん）は、鳥取県西伯郡南部町から米子市に至る一般県道である。

## 概要
西伯郡南部町福頼から米子市蚊屋に至る。

### 路線データ
- 起点：鳥取県西伯郡南部町福頼（鳥取県道35号西伯根雨線交点）
- 終点：鳥取県米子市蚊屋（JR西日本山陰本線・伯備線・JR貨物 伯耆大山駅前、鳥取県道262号日吉津伯耆大山停車場線終点）
- 総延長：16.9 km

## 歴史
- 2022年（令和4年）3月31日 - 鳥取県告示第153号により西伯郡伯耆町坂長・坂長交差点から米子市諏訪・諏訪交差点までの経路を西伯郡伯耆町大殿・大殿交差点経由に変更し、西伯郡伯耆町大殿・大殿交差点 - 米子市諏訪・諏訪交差点間が鳥取県道316号米子岸本線との重複区間となった[1]。

## 路線状況

### 重複区間
- 鳥取県道・島根県道1号溝口伯太線（西伯郡南部町市山・会見農村環境改善センター前交差点 - 西伯郡南部町市山）
- 鳥取県道316号米子岸本線（西伯郡南部町諸木 - 西伯郡伯耆町坂長・坂長交差点）
- 鳥取県道316号米子岸本線（西伯郡伯耆町大殿・大殿交差点 - 米子市諏訪・諏訪交差点）
- 鳥取県道159号米子丸山線（米子市上新印・上新印交差点 - 米子市下新印・下新印交差点）
- 鳥取県道262号日吉津伯耆大山停車場線（米子市蚊屋・伯耆大山駅前交差点 - 米子市蚊屋（終点））

### 道路施設

#### 橋梁
- 八幡橋（日野川、米子市）

## 地理

### 通過する自治体
- 鳥取県
  - 西伯郡南部町 - 西伯郡伯耆町 - 米子市

### 交差する道路
| 交差する道路                                                                 | 市町村名 | 市町村名 | 交差する場所 | 交差する場所                     |
| ---------------------------------------------------------------------------- | -------- | -------- | ------------ | -------------------------------- |
| 鳥取県道35号西伯根雨線                                                       | 西伯郡   | 南部町   | 福頼         | 起点                             |
| 鳥取県道・島根県道1号溝口伯太線 重複区間起点                                 | 西伯郡   | 南部町   | 市山         | 会見農村環境改善センター前交差点 |
| 鳥取県道・島根県道1号溝口伯太線 重複区間終点                                 | 西伯郡   | 南部町   | 市山         |                                  |
| 鳥取県道316号米子岸本線 重複区間起点                                         | 西伯郡   | 南部町   | 諸木         |                                  |
| 鳥取県道253号岩屋谷米子線                                                    | 西伯郡   | 伯耆町   | 岩屋谷       |                                  |
| 国道181号 国道183号 重複 国道482号 重複 鳥取県道316号米子岸本線 重複区間終点 | 西伯郡   | 伯耆町   | 坂長         | 坂長交差点                       |
| 鳥取県道316号米子岸本線 重複区間起点                                         | 西伯郡   | 伯耆町   | 大殿         | 大殿交差点                       |
| 鳥取県道316号米子岸本線 重複区間終点                                         | 米子市   | 米子市   | 諏訪         | 諏訪交差点                       |
| 鳥取県道159号米子丸山線 重複区間起点                                         | 米子市   | 米子市   | 上新印       | 上新印交差点                     |
| 鳥取県道159号米子丸山線 重複区間終点                                         | 米子市   | 米子市   | 下新印       | 下新印交差点                     |
| E9 山陰自動車道                                                              | 米子市   | 米子市   | 蚊屋         | 蚊屋東交差点 17 日野川東IC       |
| 鳥取県道262号日吉津伯耆大山停車場線 重複区間起点                             | 米子市   | 米子市   | 蚊屋         | 伯耆大山駅前交差点               |
| 鳥取県道262号日吉津伯耆大山停車場線 重複区間終点                             | 米子市   | 米子市   | 蚊屋         | 終点                             |

### 沿線
- 五千石郵便局
- 米子市立箕蚊屋中学校
- 米子市立箕蚊屋小学校
- 鳥取県立米子養護学校
- JR西日本山陰本線・伯備線・JR貨物 伯耆大山駅